# Colin Beashel
Colin Kenneth Beashel (Sídney, 21 de noviembre de 1959) es un deportista australiano que compitió en vela en la clase Star. 
Participó en seis Juegos Olímpicos de Verano, entre los años 1984 y 2004, obteniendo una medalla de bronce en Atlanta 1996, en la clase Star (junto con David Giles), el séptimo lugar en Seúl 1988, el séptimo en Barcelona 1992 y el séptimo en Sídney 2000.
Ganó una medalla de oro en el Campeonato Mundial de Star de 1988 y dos medallas en el Campeonato Europeo de Star, oro en 1999 y bronce en 2003.

## Palmarés internacional
| \| Juegos Olímpicos \| Juegos Olímpicos \| Juegos Olímpicos \| Juegos Olímpicos \| \| Año \| Lugar \| Medalla \| Clase \| \| ----------------------- \| ------------------------ \| ----------------- \| ---------------- \| \| 1996 \| Atlanta (Estados Unidos) \| Medalla de bronce \| Star \| \| Campeonato Mundial \| \| \| \| \| Año \| Lugar \| Medalla \| Clase \| \| 1998 \| Portorož (Eslovenia) \| Medalla de oro \| Star \| \| Campeonato Europeo[n 1] \| \| \| \| \| Año \| Lugar \| Medalla \| Clase \| \| 1999 \| Helsinki (Finlandia) \| Medalla de oro \| Star \| \| 2003 \| Cascaes (Portugal) \| Medalla de bronce \| Star \| |                          |                   |       |
| Juegos Olímpicos |                          |                   |       |
| Año | Lugar                    | Medalla           | Clase |
| 1996 | Atlanta (Estados Unidos) | Medalla de bronce | Star  |
| Campeonato Mundial |                          |                   |       |
| Año | Lugar                    | Medalla           | Clase |
| 1998 | Portorož (Eslovenia)     | Medalla de oro    | Star  |
| Campeonato Europeo |                          |                   |       |
| Año | Lugar                    | Medalla           | Clase |
| 1999 | Helsinki (Finlandia)     | Medalla de oro    | Star  |
| 2003 | Cascaes (Portugal)       | Medalla de bronce | Star  |

1. ↑  En algunas ediciones del Campeonato Europeo se permitió la participación de regatistas de otros continentes.